# 2229 Mezzarco
2229 Mezzarco este un asteroid din centura principală, descoperit pe 7 septembrie 1977 de Paul Wild.